# Hilton Waikoloa Village USTA Challenger 2004
L'Hilton Waikoloa Village USTA Challenger 2004 è stato un torneo di tennis facente parte della categoria ATP Challenger Series nell'ambito dell'ATP Challenger Series 2004. Il torneo si è giocato a Waikoloa negli Stati Uniti dal 26 gennaio al 1º febbraio 2004 su campi in cemento.

## Vincitori

### Singolare
Dmitrij Tursunov ha battuto in finale  Alejandro Falla con il punteggio di 7–5, 7–6(4)

### Doppio
Scott Humphries /  Brian Vahaly hanno battuto in finale  Brandon Coupe /  Travis Parrott con il punteggio di 6–3, 7–6(3)